# Пам'ятник моряку
Пам'ятник Моряку — пам'ятник у Щецині, Польща, на Грюнвальдській площі на проспекті Івана Павла II. Він був спроектований Ришардом Чачульським і завершений 19 червня 1980 року.

## Опис

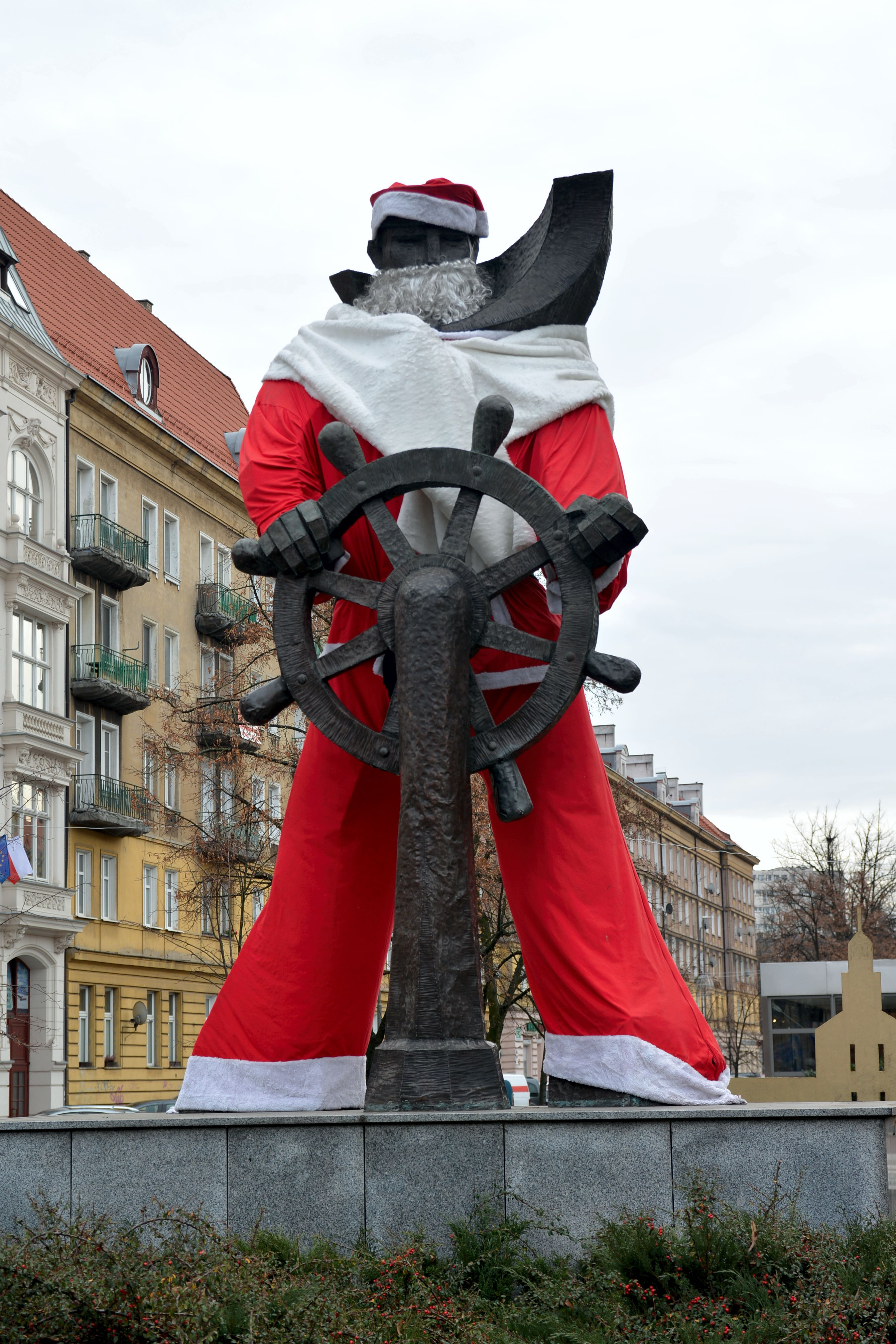
Пам'ятник Моряку в костюмі Санта-Клауса

Пам'ятник має форму статуї моряка — керманича, що стоїть за штурвалом корабля. Він виготовлений з мідної плити і стоїть на бетонному постаменті, облицьованому сірими гранітними плитами. Висота статуї становить 385 см (12,6 футів), а загальна висота монумента — 495 см (16,3 футів).

## Різдвяний сезон
Щороку, починаючи з 2017 року, 1 грудня пам'ятник одягають у костюм Діда Мороза, надають мантію, штани, шапку та бороду. Подію організовує Polsteam у рамках промоційної кампанії місцевого різдвяного ярмарку, що проходить на проспекті Квітовій, а також на площах Жолнєжа Польського та Лотникова.
Одягання статуї займає 1,5 години. Костюм шила команда з трьох людей, включно з Евеліною Шубартовською, для цього знадобилося близько 25 метрів матеріалу, три метри дублянки і 10 метрів блискавки.

## Загальна бібліографія
- Encyklopedia Szczecina, vol. 2, Szczecin, 2000, ISBN 83-7241-089-5.